# كليفورد ليندسي ألدرمان
كليفورد ليندسي ألدرمان (بالإنجليزية: Clifford Lindsey Alderman)‏ (5 أغسطس 1902 - 14 يونيو 1988)؛ كاتِب مُتخصِّص في أدب الأطفال، مؤرخ وروائي أمريكي.